# Jan Ladislav Dussek

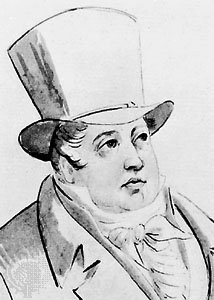
Jan Ladislav Dussek.

Jan Ladislav Dussek (más exactamente Jan Václav Dusík) (12 de febrero de 1760 en Čáslav 20 de marzo de 1812 en St.-Germain-en-Laye) fue un compositor y pianista checo, concretamente de la región histórica de Bohemia. 

## Vida
La familia Dussek arrastra un historial muy largo de músicos profesionales. Sus orígenes se remontan al menos al abuelo de Johann Ladislaus, y perduran en la rama Moravia de la familia al menos hasta los años 70 del siglo XX. Entre todos ellos, a Johann Laduslev se le conoce a menudo como "Dussek el grande". Su madre fue arpista, y compuso mucha de su música para arpa, así como para el piano. No sólo fue notable su música, sino que además su vida personal (en la que destacan las arpistas) daría material para un guion de película.
Después de unos primeros estudios en Bohemia, Dussek viajó a los Países Bajos y Alemania, donde quizás estudiara con Carl Philipp Emanuel Bach. Después se trasladó a San Petersburgo donde fue favorito de Catalina la Grande durante un tiempo. Sin embargo, acabó por huir de San Petersburgo después de que la policía secreta de Catalina lo acusara de participar en una conspiración contra ella. Teniendo en cuenta las simpatías por la realeza de Dussek durante toda su vida, su atestiguado buen porte, y la inclinación de Catalina por los hombres jóvenes y guapos, aparece una explicación diferente, mucho más probable.
Después de dejar San Petersburgo, aceptó durante un año el puesto de director musical del príncipe Radziwill en Lituania; después realizó una gira por Alemania a mediados de la década de 1780, como virtuoso del piano y de la armónica de cristal. Posteriormente viajó a Francia, donde se convirtió en el favorito de María Antonieta, quien intentó disuadirle de que emprendiera una gira como intérprete con destino Milán en 1788. Al estallar la Revolución francesa en 1789, Dussek dejó Francia y se dirigió a Londres en Inglaterra. Continuando con sus aventuras sentimentales, se llevó consigo a una arpista, esposa del compositor Jean-Baptiste Krumpholtz, que se ahogó en el Seine movido por el despecho.
En Londres Dussek continuó su floreciente carrera como virtuoso, obteniendo grandes alabanzas de Joseph Haydn, que escribió una calurosa nota al padre de Dussek tras uno de los conciertos del empresario Salomon que incluía obras de ambos compositores. En Londres, Dussek unió fuerzas con el editor musical Domenico Corri para formar una compañía que más tarde quebraría. Dussek pronto abandonó a Madame Krumpholtz en favor de la joven hija de Corri, con la que se casó. Sophie Dussek fue una cantante, arpista y pianista que más tarde llegó a ser conocida por derecho propio. Juntos tuvieron un hijo, pero el matrimonio no fue feliz, y tuvo aventuras extramatrimoniales por ambas partes.
Aparte de por su propia música, Dussek es importante en la historia de la música por su amistad con John Broadwood, gigante indiscutible entre los fabricantes de pianos de mecánica inglesa de finales del siglo XVIII. Debido a que su propia música exigía fuerza y un rango no disponible en los pianos del momento, alentó a Broadwood a que extendiera en varios aspectos el rango y la sonoridad del instrumento. El instrumento que se envió a Beethoven –y en el que este compuso su Sonata op. 106 Hammerklavier– fue precisamente un instrumento de Broadwook con las mejoras de Dussek. Y precisamente mientras cenaban con Broadwood, la esposa de Dussek se marchó con su amante, aunque volvería más tarde, despechada. Cuando la empresa de Dussek y Corri fue a la bancarrota, Dussek se dirigió de Inglaterra a Alemania, dejando atrás a su familia, y con su suegro en la cárcel por deudas. 
En Alemania, al principio se convirtió en uno de los primeros pianistas carismáticos de gira, antes de Franz Liszt. Según Louis Spohr, Dussek fue el primero en poner el piano de lado en el escenario, "de manera que las damas pudiesen admirar su atractivo perfil". No pasó mucho tiempo antes de conseguir un puesto con el Príncipe Luis Fernando de Prusia, que lo trató más como un amigo y colega que como un asalariado. Juntos disfrutaron de lo que se denominó "orgías musicales". Cuando el príncipe resultó muerto en la Batalla de Saalfeld, Dussek escribió la conmovedora Sonata en fa sostenido menor, Elegía armónica, Op. 61 (C. 211).
En 1807, a pesar de su anterior afinidad con María Antonieta, Dussek volvió a París a las órdenes de Talleyrand, el influyente ministro francés de asuntos exteriores. Escribió una potente sonata (Sonata en La bemol mayor op. 64 C. 221) llamada Le Retour à Paris (El regreso a París). Esta imponente sonata también recibió la denominación de Plus Ultra en acalorada respuesta a una sonata de Joseph Woelfl, de la que se decía que era la última palabra en dificultades pianísticas, y que a su vez se titulaba Non Plus Ultra. El resto de su vida lo pasó interpretando, enseñando y componiendo en Prusia y Francia. Su belleza física se había esfumado y desarrolló una obesidad, siendo incapaz de alcanzar el teclado del piano. Por desgracia, la adicción al alcohol que había desarrollado contribuyó a acelerar su muerte.

## Estilo e influencia
Dussek fue un importante predecesor de los compositores románticos para el piano, en especial de Chopin, Schumann y Mendelssohn. Muchas de sus obras suenan sorprendentemente "modernas", especialmente comparadas con el estilo de clasicismo tardío de otros compositores de su época; sin embargo, sigue siendo materia de discusión si los compositores posteriores se vieron influidos por Dussek, ya que sus obras habían pasado de moda en la época en que aquellos componían. Dussek puede haber sido una línea independiente de desarrollo sin seguidores, algo parecido a Gesualdo. Estilísticamente, Dussek tiene más en común con la música romántica que con el clasicismo musical, aunque la mayoría de sus obras preceden al comienzo admitido del romanticismo en al menos veinte años.

## Obras
Entre sus obras más famosas y notables se incluyen las muchas piezas para piano solo, bastantes de ellas con título programático, como Los sufrimientos de la reina de Francia (1793), una serie de episodios de duración variable, con textos interpolados que tienen que ver con las desventuras de la reina, incluyendo su pesar al ser separada de sus hijos y sus momentos finales en el cadalso ante la guillotina. También escribió 34 sonatas para piano, muchos conciertos para piano, sonatas para violín y piano, un drama musical, y varias obras de música de cámara, incluyendo un Trío para piano, trompa y violín, y la muy inusual sonata para piano, violín, chelo y percusión titulada La batalla naval y total derrota de los holandeses por el almirante Duncan (1797), un ejemplo muy raro, antes del siglo XX, de obra de cámara que incluye percusión.